# Albion Palace

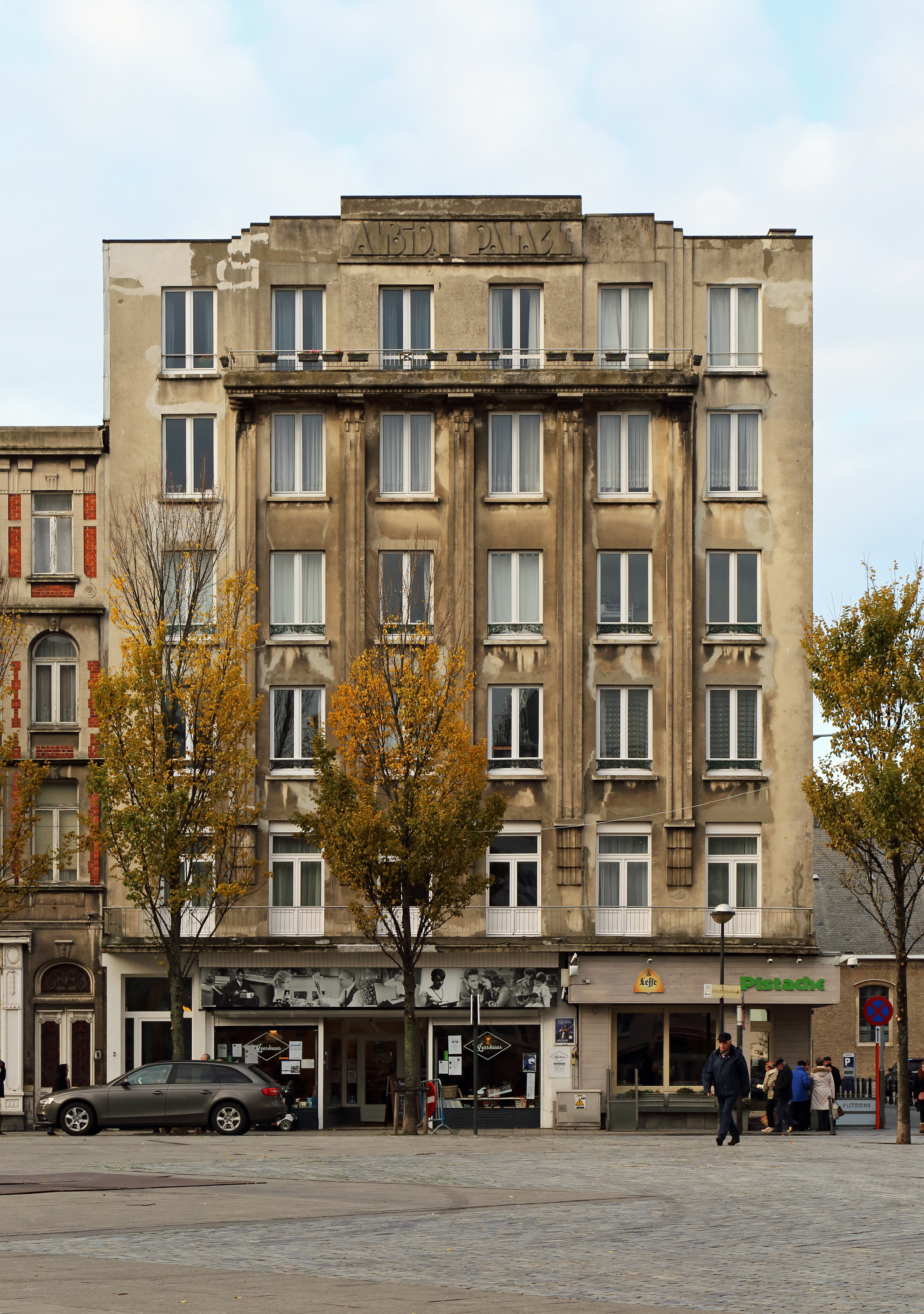
Zicht van op de Groentemarkt

Albion Palace is een gebouw in Oostende, gelegen op de hoek van de Groentemarkt en de Kapucijnenstraat. In het verleden was het een hotel; thans is het een appartementsgebouw met enkele handelszaken op de benedenverdieping.
Kort na de Val van Oostende in 1604 bouwde de Spaansgezinde regering op die plaats de stallingen van de cavalerie van het Leger van Vlaanderen.  In de 18e eeuw kwam er een afspanning voor koetsen en paarden met de naam In de stad Gent. Onder Belgisch bewind na 1831 werd dit verfranst tot A la ville de Gand. In 1862 wordt een nieuw gebouw opgetrokken met drie verdiepingen en een zadeldak, initieel onder de naam Hotel de Gand et de Prusse, later Hotel de Gand et d'Albion en bij het begin van de 20e eeuw wordt het Hotel Albion. Aan het eind van de jaren 20 wordt het hotel omgebouwd tot appartementen. Van die periode dateert ook de trapzaal met een Schindlerlift. Tijdens de Tweede Wereldoorlog stond het gebouw zo goed als leeg. De Duitse Wehrmacht plaatste een groot zoeklicht op het dak ter ondersteuning van de luchtafweer. Na de oorlog werd het gebouw vernieuwd met respect voor de oorspronkelijke gevelversiering.